# Gesetze gegen Holocaustleugnung

Länder mit Gesetzen gegen die Leugnung des Holocaust

Holocaustleugnung ist in 18 europäischen Staaten illegal, darunter allen deutschsprachigen. Viele Staaten haben erweiterte Gesetze, die Holocaustleugnung als Verleumdung, als Rassismus oder zusammen mit der Leugnung von weiteren Völkermorden verbieten.

## Völkerrecht
Der Europarat verabschiedete 2003 das Additional Protocol to the Convention on Cyber Crime betreffs der Kriminalisierung von Handlungen rassistischer oder ausländerfeindlicher Art mittels Computersystemen. Darin befasst sich Artikel 6 mit „Leugnung, grober Verharmlosung, Zustimmung oder Rechtfertigung von Genoziden oder Verbrechen gegen die Menschlichkeit“. Das Protokoll hat keinen Gesetzesstatus.
Seit 2008 sind die EU-Mitgliedsländer per Rahmenbeschluss verpflichtet, „das öffentliche Billigen, Leugnen oder gröbliche Verharmlosen von Völkermord, Verbrechen gegen die Menschlichkeit und Kriegsverbrechen“ unter Strafandrohung zu stellen, wenn diese Verbrechen „nach den Kriterien der Rasse, Hautfarbe, Religion, Abstammung oder nationale oder ethnische Herkunft“ begangen wurden.
Im Zuge der internationalen Budapester Konvention 2001 gegen Internetkriminalität wurden entsprechende Inhalte auf Wunsch der Vereinigten Staaten, die auf Meinungsfreiheit verwiesen, explizit ausgespart.

## Liste nach Ländern
| Land               | Gesetzestext |
| ------------------ | --- |
| Argentinien        | Gesetz in Vorbereitung (2009) In Argentinien wird seit 25. Februar 2009 ein Gesetz vorbereitet, das die Leugnung des Holocaust, des Völkermordes an den Armeniern und der von der argentinischen Militärdiktatur begangenen Verbrechen unter Strafe stellen soll. |
| Belgien            | Negationismus – Gesetz (1995, ergänzt 1999) Loi tendant à réprimer la négation, la minimisation, la justification ou l'approbation du génocide commis par le régime national-socialiste allemand pendant la seconde guerre mondiale / Wet tot bestraffing van het ontkennen, minimaliseren, rechtvaardigen of goedkeuren van de genocide die tijdens de tweede wereldoorlog door het Duitse nationaal-socialistische regime is gepleegd Artikel 1 Wer entsprechend Art. 444 des Strafgesetzbuches den Genozid, begangen durch das deutsche Nationalsozialistische Regime während des Zweiten Weltkrieges, leugnet, grob verharmlost, rechtfertigt oder billigt, soll mit Gefängnis von acht Tagen bis zu 1 Jahr und Geldstrafe von 26 bis 5000 Francs bestraft werden. Für die Anwendung des § gelten die Bestimmungen des Art. 2 der UN-Konvention über die Verhütung und Bestrafung des Völkermordes vom 9. Dezember 1948. Im Wiederholungsfall können dem Schuldigen die Bürgerrechte entsprechend Art. 33 des Strafgesetzbuches aberkannt werden. Art.2 Im Fall der Verurteilung nach diesem Gesetz kann angeordnet werden, dass die Bestrafung in Gänze oder in Teilen in einer oder mehreren Zeitungen auf Kosten des Verurteilten publiziert wird. Art.3. Kapitel VII des 1. Buches des Strafgesetzbuches sowie Art. 58 desselben sind auf dieses Gesetz ebenso anwendbar. Art. 4. Das Zentrum für Chancengleichheit und gegen Rassismus, sowie jede Organisation, die zum Zeitpunkt der Tat fünf Jahre existiert und welche aufgrund ihrer Statuten das Ziel hat, die moralischen Interessen und die Ehre des Widerstandes oder der Deportierten zu verteidigen, kann in allen Rechtsfragen, die sich aus der Anwendung des Gesetzes ergeben, das Rechtsgeschäft verrichten. |
| Deutschland        | § 130 Strafgesetzbuch: Volksverhetzung (Ergänzungen 1994, 2005, 2015 und 2022) (1) Wer in einer Weise, die geeignet ist, den öffentlichen Frieden zu stören, 1. gegen eine nationale, rassische, religiöse oder durch ihre ethnische Herkunft bestimmte Gruppe, gegen Teile der Bevölkerung oder gegen einen Einzelnen wegen dessen Zugehörigkeit zu einer vorbezeichneten Gruppe oder zu einem Teil der Bevölkerung zum Hass aufstachelt, zu Gewalt- oder Willkürmaßnahmen auffordert oder 2. die Menschenwürde anderer dadurch angreift, dass er eine vorbezeichnete Gruppe, Teile der Bevölkerung oder einen Einzelnen wegen dessen Zugehörigkeit zu einer vorbezeichneten Gruppe oder zu einem Teil der Bevölkerung beschimpft, böswillig verächtlich macht oder verleumdet, wird mit Freiheitsstrafe von drei Monaten bis zu fünf Jahren bestraft (…) (3) Mit Freiheitsstrafe bis zu fünf Jahren oder mit Geldstrafe wird bestraft, wer eine unter der Herrschaft des Nationalsozialismus begangene Handlung der in § 6 Abs. 1 des Völkerstrafgesetzbuches bezeichneten Art in einer Weise, die geeignet ist, den öffentlichen Frieden zu stören, öffentlich oder in einer Versammlung billigt, leugnet oder verharmlost. (4) Mit Freiheitsstrafe bis zu drei Jahren oder mit Geldstrafe wird bestraft, wer öffentlich oder in einer Versammlung den öffentlichen Frieden in einer die Würde der Opfer verletzenden Weise dadurch stört, dass er die nationalsozialistische Gewalt- und Willkürherrschaft billigt, verherrlicht oder rechtfertigt. (5) Mit Freiheitsstrafe bis zu drei Jahren oder mit Geldstrafe wird bestraft, wer eine Handlung der in den §§ 6 bis 12 des Völkerstrafgesetzbuches bezeichneten Art gegen eine der in Absatz 1 Nummer 1 bezeichneten Personenmehrheiten oder gegen einen Einzelnen wegen dessen Zugehörigkeit zu einer dieser Personenmehrheiten öffentlich oder in einer Versammlung in einer Weise billigt, leugnet oder gröblich verharmlost, die geeignet ist, zu Hass oder Gewalt gegen eine solche Person oder Personenmehrheit aufzustacheln und den öffentlichen Frieden zu stören. (…) § 189 Strafgesetzbuch: Verunglimpfung des Andenkens Verstorbener Wer das Andenken eines Verstorbenen verunglimpft, wird mit Freiheitsstrafe bis zu zwei Jahren oder mit Geldstrafe bestraft. § 194 Strafgesetzbuch: Strafantrag (1) Die Beleidigung wird nur auf Antrag verfolgt. Ist die Tat durch Verbreiten oder öffentliches Zugänglichmachen einer Schrift (§ 11 Abs. 3), in einer Versammlung oder durch eine Darbietung im Rundfunk begangen, so ist ein Antrag nicht erforderlich, wenn der Verletzte als Angehöriger einer Gruppe unter der nationalsozialistischen oder einer anderen Gewalt- und Willkürherrschaft verfolgt wurde, diese Gruppe Teil der Bevölkerung ist und die Beleidigung mit dieser Verfolgung zusammenhängt. Die Tat kann jedoch nicht von Amts wegen verfolgt werden, wenn der Verletzte widerspricht. Der Widerspruch kann nicht zurückgenommen werden. Stirbt der Verletzte, so gehen das Antragsrecht und das Widerspruchsrecht auf die in § 77 Abs. 2 bezeichneten Angehörigen über. (2) Ist das Andenken eines Verstorbenen verunglimpft, so steht das Antragsrecht den in § 77 Abs. 2 bezeichneten Angehörigen zu. Ist die Tat durch Verbreiten oder öffentliches Zugänglichmachen einer Schrift (§ 11 Abs. 3), in einer Versammlung oder durch eine Darbietung im Rundfunk begangen, so ist ein Antrag nicht erforderlich, wenn der Verstorbene sein Leben als Opfer der nationalsozialistischen oder einer anderen Gewalt- und Willkürherrschaft verloren hat und die Verunglimpfung damit zusammenhängt. Die Tat kann jedoch nicht von Amts wegen verfolgt werden, wenn ein Antragsberechtigter der Verfolgung widerspricht. Der Widerspruch kann nicht zurückgenommen werden. (…) |
| Europäische Union  | EU-Richtlinie zur Bekämpfung von Rassismus und Ausländerfeindlichkeit (2007) CNS/2001/0270 Das folgende vorsätzliche Handeln wird demnächst in allen EU-Mitgliedstaaten straffähig: Öffentliche Aufreizung zu Gewalt und Hass, auch durch Verbreitung und Vertrieb von Traktaten, Bildern oder anderem Material, der sich gegen eine Gruppe von Personen oder ein Mitglied einer solchen Gruppe definiert durch Rasse, Hautfarbe, Religion, Abstammung oder nationale oder ethnische Zugehörigkeit richtet; „öffentliche Duldung, Leugnung oder massive Trivialisierung von Genozid-Verbrechen, Verbrechen gegen die Menschlichkeit und Kriegsverbrechen“ wie sie im Statut des Internationalen Strafgerichtshofes (Artikel 6, 7 und 8) festgelegt sind und welche sich gegen eine Gruppe von Personen oder ein Mitglied einer solchen Gruppe definiert durch Rasse, Hautfarbe, Religion, Abstammung oder nationale oder ethnische Zugehörigkeit richtet sowie Verbrechen, definiert vom Nürnberger Gerichtshof (Art. 6 der Charta des Internationalen Militärtribunals, Londoner Abkommen 1945) welche sich gegen eine Gruppe von Personen oder ein Mitglied einer solchen Gruppe definiert durch Rasse, Hautfarbe, Religion, Abstammung oder nationale oder ethnische Zugehörigkeit, richtet. Die Mitgliedstaaten dürfen wählen, ob das Verhalten im Sinne einer Störung der öffentlichen Ordnung, einer Bedrohung, eines Missbrauchs oder einer Beleidigung zu bestrafen ist. Der Bezug zu Religion ist abzudecken, mindestens aber ein Verhalten, welches als Vorlage für Leittaten gegen eine Gruppe von Personen oder ein Mitglied einer solchen Gruppe definiert durch Rasse, Hautfarbe, Religion, Abstammung oder nationale oder ethnische Zugehörigkeit ist. Die Mitgliedstaaten stellen sicher, dass diese Handlungen mit maximal 1 bis 3 Jahren Gefängnis strafbar sind. |
| Frankreich         | Gesetz No. 90-615 zur Verhinderung von rassistischen, antisemitischen und ausländerfeindlichen Taten (1990) Loi Gayssot (französisch), siehe auch Loi Gayssot. Modifikation des Gesetzes vom 29. Juli 1881 über die Freiheit der Presse Art 8. – Artikel 24 des Gesetzes vom 29. Juli 1881 über die Freiheit der Presse wird folgendermaßen ergänzt : Im Falle einer Strafverfolgung einer der Tatbestände des genannten Unterparagrafen kann das Gericht zudem beschließen: Besonders wenn sich die Verantwortlichkeit des Autors der Rechtsverletzung auf Art. 42 und den ersten Unterpragraphen des Art. 43 dieses Gesetzes oder die ersten drei Unterparagraphen des Art.93-3 des Gesetzes No. 82-652 vom 29. Juli 1982 über Audio-visuelle Kommunikation erstreckt, den Entzug der Rechte unter 20 und 30 des Art. 42 Strafgesetzbuch mit Inhaftierung von maximal 5 Jahren. Art 9. – Als Ergänzung zu Artikel 24 des Gesetzes vom 29. Juli 1881 über die Freiheit der Presse, Art. 24 (c) heißt es : <<Art. 24 (a). – Wer die Existenz eines oder mehrerer Verbrechen gegen die Menschlichkeit in Frage stellt, definiert in Art. 6 des Statuts des Internationalen Militärtribunals, festgehalten im Londoner Abkommen vom 8. August 1945 und welche von Mitgliedern einer als kriminell unter Art. 9 des genannten Statuts genannten Organisation oder einer Person die unter französischer oder internationaler Gesetzgebung solcher Verbrechen schuldig befunden wurde ausgeführt wird, „soll von einem Monat bis zu einem Jahr Gefängnis oder Bußgeld bestraft werden.“ Art 13. – Eingefügt nach Art. 48-1 des Gesetzes vom 29. Juli 1881 über die Freiheit der Presse sagt Art. 48-2: <<Art. 48-2. – Veröffentlichung oder öffentlich propagierte Meinung, die jene, an die es gerichtet ist, ermutigt, einem positiven moralischen Urteil über ein oder mehrere Verbrechen gegen die Menschlichkeit auszuweichen und dazu neigt, diese Verbrechen (einschließlich Kollaboration) zu rechtfertigen oder deren Täter zu rechtfertigen, soll mit einem Monat bis zu einem Jahr Gefängnis oder Bußgeld bestraft werden. |
| Israel             | Gesetz zur Leugnung des Holocaust (Verbot) (1986) Gesetz 5746 Definition 1. In diesem Gesetz haben „Verbrechen gegen jüdische Menschen“ und „Verbrechen gegen die Menschlichkeit“ dieselbe Bedeutung wie im "Nazis und Nazi-Kollaborateurs-Gesetz, 5710-1950. Verbot der Leugnung des Holocaust 2. Eine Person, die schriftlich oder durch das gesprochene Wort irgendeine Aussage, die die Taten die in der Zeit des Nationalsozialismus begangen wurden leugnet oder seinen Umfang relativiert, und welche Verbrechen gegen die jüdischen Menschen oder die Menschlichkeit, mit dem Ziel die Täter zu verteidigen, Sympathie auszudrücken oder sich mit ihnen zu identifizieren, veröffentlicht, soll mit Inhaftierung für die Zeit von fünf Jahren dafür verantwortlich gemacht werden. Verbot der Publikation von Sympathien für Naziverbrechen 3. Eine Person, die schriftlich oder durch das gesprochene Wort irgendeine Aussage des Lobes, der Sympathie oder der Identifizierung mit Taten, die in der Zeit des Nationalsozialismus begangen wurden, welche Verbrechen gegen jüdische Menschen oder die Menschlichkeit betreffen, veröffentlicht, soll mit Inhaftierung für die Zeit von fünf Jahren dafür verantwortlich gemacht werden. Erlaubte Publikation 4. Die Veröffentlichung eines genauen und fairen Berichts über eine durch dieses Gesetz verbotene Publikation soll nicht als entsprechendes Vergehen erfasst werden, solange es nicht zum Ziel hat, Sympathie oder Identifikation mit den Tätern von Verbrechen gegen jüdische Menschen oder gegen Menschlichkeit auszudrücken. Ausführung 5. Eine Anklage für Vergehen unter diesem Gesetz wird nur mit Einwilligung des Generalstaatsanwalts erhoben. |
| Liechtenstein      | § 283 Abs. 1 (2000) Rassendiskriminierung Mit Freiheitsstrafe bis zu zwei Jahren ist zu bestrafen, wer 1. öffentlich gegen eine Person oder eine Gruppe von Personen wegen ihrer Rasse, Ethnie oder Religion zu Hass oder Diskriminierung aufreizt. (…) 5. öffentlich durch Wort, Schrift, Bild, über elektronische Medien übermittelte Zeichen, Gebärden, Tätlichkeiten oder in anderer Weise Völkermord oder andere Verbrechen gegen die Menschlichkeit leugnet, gröblich verharmlost oder zu rechtfertigen versucht, |
| Luxemburg          | Article 457 (3) (1997) Leugnung und Revisionismus Jeder, der Kriegsverbrechen oder Verbrechen gegen die Menschlichkeit wie definiert im Statut des Internationalen Militärtribunals vom 8. August 1945 oder die Existenz eines Genozids wie definiert im Gesetz vom 8. August 1985 bezweifelt, relativiert, rechtfertigt oder leugnet, wird mit Gefängnis zwischen 8 Tagen und 6 Monaten oder Geldbuße bestraft. Um zur Verhandlung zu kommen, muß die betroffene Person (oder Organisation) Anzeige gegen den Täter erstatten. |
| Österreich         | Verbotsgesetz 1947 Die aktuelle Fassung von 1992 lautet: Verbotsgesetz § 3g. Wer sich auf andere als die in den §§ 3a bis 3f bezeichnete Weise im nationalsozialistischen Sinn betätigt [Wiederbetätigung oder Identifizierung mit der NSDAP, Anm.], wird, sofern die Tat nicht nach einer anderen Bestimmung strenger strafbar ist, mit Freiheitsstrafe von einem bis zu zehn Jahren, bei besonderer Gefährlichkeit des Täters oder der Betätigung bis zu 20 Jahren bestraft. § 3h. Nach § 3g wird auch bestraft, wer in einem Druckwerk, im Rundfunk oder in einem anderen Medium oder wer sonst öffentlich auf eine Weise, daß es vielen Menschen zugänglich wird, den nationalsozialistischen Völkermord oder andere nationalsozialistische Verbrechen gegen die Menschlichkeit leugnet, gröblich verharmlost, gutheißt oder zu rechtfertigen sucht. |
| Polen              | Gesetz über das Institut des Nationalen Gedenkens – Kommission für die Verfolgung von Verbrechen gegen das Polnische Volk vom 18. Dezember 1998 (Dz.U. 1998 nr 155 poz. 1016) Artikel 55 Wer öffentlich und entgegen den Fakten die Verbrechen genannt in Art. 1 (a) bestreitet, wird mit Geldstrafe oder Freiheitsentzug bis zu drei Jahren bestraft. Das Urteil wird veröffentlicht. Artikel 1 Das Gesetz erstreckt sich auf: 1. die Registrierung, Sammlung, den Zugang, die Verwaltung und die Benutzung von Dokumenten der Organe der Staatssicherheit zwischen dem 22. Juli 1944 und dem 31. Dezember 1989 sowie die Dokumente des Dritten Reiches und der Sowjetunion betreffend: a) Verbrechen ausgeführt gegen Personen polnischer Nationalität sowie polnische Bürger anderer Ethnien und Nationalitäten in der Zeit vom 1. September 1939 bis zum 31. Dezember 1989: – Naziverbrechen, – kommunistische Verbrechen, – Verbrechen gegen den Frieden, die Menschlichkeit oder Kriegsverbrechen b) andere politisch motivierte repressive Handlungen ausgeführt von Funktionären polnischer Strafverfolgungsbehörden, der Justiz oder von ihnen beauftragte Personen entsprechend dem Gesetz vom 23. Februar 1991 zur Bestätigung der Null und Nichtigentscheidungen für Personen verfolgt wegen Aktivitäten im Sinne eines unabhängigen polnischen Staates (Gesetzblatt 1993 No. 34, Art. 149, von 1995 No. 36, Art. 159, No. 28, Art. 143 und 1998 No. 97, Art. 604), 2. die Durchführungsbestimmungen betreffs der Verfolgung von Verbrechen spezifiziert in Pkt. 1 a), 3. den Schutz der Personendaten verfolgter, und 4. die Aktivitäten zur öffentlichen Bildung. |
| Portugal           | Rassendiskriminierungsgesetz § 240 (2) – Wer in öffentlichem Treffen, schriftlich zwecks Verbreitung, oder auf jede andere Art sozialer Kommunikation Individuen oder Gruppen von Individuen aufgrund ihrer Rasse, Hautfarbe oder ethnischen, nationalen oder religiösen Herkunft, mit dem Ziel der Aufreizung oder Ermutigung rassischer oder religiöser Diskriminierung, diffamiert oder beleidigt, wird mit Freiheitsstrafe von drei Monaten bis zu zwei Jahren oder Geldbuße bestraft. |
| Rumänien           | Notfallgesetz No.31 (2002, ratifiziert Mai 2005) Holocaustleugnungsgesetz (3) Beförderung des Kultes von Personen die Verbrechen gegen Frieden und Menschlichkeit schuldig sind, oder die Beförderung faschistischer, rassistischer oder ausländerfeindlicher Ideologien mittels Propaganda jeglicher Art in der Öffentlichkeit wird mit Gefängnis von 6 Monaten bis 5 Jahren und dem Verlust der bürgerlichen Ehrenrechte bestraft. (4) Öffentliche Leugnung des Holocaust oder seiner Folgen wird mit Gefängnis von 6 Monaten bis 5 Jahren und dem Verlust der bürgerlichen Ehrenrechte bestraft. Es ist verboten, öffentliche Plätze zu unterhalten oder Standbilder, Standbildgruppen oder Erinnerungstafeln zu errichten, die Personen würdigen, welche Verbrechen gegen Frieden und Humanität schuldig befunden wurden und ebenso Straßen, Boulevards, Plätze, Parks oder anderen öffentlichen Raum nach solchen Personen zu benennen. |
| Schweiz            | 261bis Rassendiskriminierung (1995) Rassismus-Strafnorm Wer öffentlich gegen eine Person oder eine Gruppe von Personen wegen ihrer Rasse, Ethnie, Religion oder sexuellen Orientierung zu Hass oder Diskriminierung aufruft, wer öffentlich Ideologien verbreitet, die auf die systematische Herabsetzung oder Verleumdung der Angehörigen einer solchen Gruppe gerichtet sind, wer mit dem gleichen Ziel Propagandaaktionen organisiert, fördert oder daran teilnimmt, wer öffentlich durch Wort, Schrift, Bild, Gebärden, Tätlichkeiten oder in anderer Weise eine Person oder eine Gruppe von Personen wegen ihrer Rasse, Ethnie, Religion oder der sexuellen Orientierung in einer gegen die Menschenwürde verstossenden Weise herabsetzt oder diskriminiert oder aus einem dieser Gründe Völkermord oder andere Verbrechen gegen die Menschlichkeit leugnet, gröblich verharmlost oder zu rechtfertigen sucht, wer eine von ihm angebotene Leistung, die für die Allgemeinheit bestimmt ist, einer Person oder einer Gruppe von Personen wegen ihrer Rasse, Ethnie, Religion oder sexuellen Orientierung verweigert, wird mit Freiheitsstrafe bis zu drei Jahren oder Geldstrafe bestraft. |
| Spanien            | Anti-Genozid-Gesetz (1971, ergänzt 1995) Delitos de genocidio Art. 607 (2) Die Verbreitung jeder Art von Ideen oder Doktrinen, welche Verbrechen im Sinne der vorherigen Ziffer dieses Artikels leugnen oder rechtfertigen, der Versuch der Wiedererrichtung von Regimen oder Institutionen welche diese schützen oder gewähren lassen wird mit Gefängnis von einem bis zwei Jahren bestraft. Die Einfügung der Worte „leugnen oder“ wurde vom spanischen Verfassungsgericht in seiner Entscheidung vom 7. November 2007 für verfassungswidrig und nichtig erklärt . |
| Tschechien         | Gesetz gegen die Unterstützung und Förderung von Bewegungen die Menschenrechte und -freiheiten unterdrücken (2001) Strafe für Holocaustleugnung § 260 (1) Die Person, welche Bewegungen unterstützt oder fördert, die die Menschenrechte und -freiheiten unterdrücken oder die nationalen, rassischen, religiösen oder Klassenhass oder Hass gegen andere Personengruppen verbreiten, wird mit Gefängnis von 1 bis 5 Jahren bestraft. (2) Die Person wird für 3 bis 8 Jahre inhaftiert, wenn : a) Er/Sie die in Paragraph (1) genannte Tat mittels Druck, Film, Radio, Fernsehen oder auf andere, ähnlich effektive Art begeht, b) Er/Sie die Tat als Mitglied einer organisierten Gruppe begeht c) Er/Sie die Tat im Falle eines nationalen Notstandes oder im Kriegszustand begeht § 261 Die Person, die öffentlich Sympathie mit einer in § 260 genannten Gruppe zeigt, wird mit Gefängnis von 6 Monaten bis 3 Jahren bestraft. § 261a Die Person, die „den Nazi- oder kommunistischen Genozid öffentlich verneint, in Zweifel zieht, billigt oder zu rechtfertigen sucht“ oder ebenso andere Verbrechen der Nazis oder Kommunisten, wird mit Gefängnis von 6 Monaten bis 3 Jahren bestraft. |
| Vereinigte Staaten | Holocaustleugnung nicht strafbar, aber im Zivilrecht unter Umständen schadensersatzpflichtig Die Faktizität des Holocaust wurde im Jahr 1981 gerichtlich festgestellt. Urteil des Superior Court of California, No. C 356 542, vom 22. Juli 1985 im Rechtsstreit Mel Mermelstein vs. Institute for Historical Review et al. |

## Beschlüsse des deutschen Bundesverfassungsgerichtes

### Beschluss des BVerfG vom 13. April 1994
Am 13. April 1994 entschied das deutsche Bundesverfassungsgericht, dass das Leugnen des Holocausts für sich genommen nicht unter das Grundrecht der Meinungsfreiheit nach Artikel 5 Absatz 1 Grundgesetz fällt. Dabei handele es sich vielmehr
[...] um eine Tatsachenbehauptung, die nach ungezählten Augenzeugenberichten und Dokumenten, den Feststellungen der Gerichte in zahlreichen Strafverfahren und den Erkenntnissen der Geschichtswissenschaft erwiesen unwahr ist. Für sich genommen genießt eine Behauptung dieses Inhalts daher nicht den Schutz der Meinungsfreiheit.

### Beschluss des BVerfG vom 22. Juni 2018
Zu berücksichtigen ist hierbei, dass eine Einschränkung der Meinungsfreiheit nach Artikel 5, Absatz 2 Grundgesetz grundsätzlich nur aufgrund allgemeiner, nicht jedoch spezifischer Gesetze möglich ist:
Eingriffe in die Meinungsfreiheit müssen [...] formell auf ein allgemeines, nicht gegen eine bestimmte Meinung gerichtetes Gesetz gestützt sein, [...]
Gleichwohl erkennt das Bundesverfassungsgericht hinsichtlich dieses formellen Erfordernisses der Allgemeinheit
[...] eine Ausnahme für Gesetze an, die auf die Verhinderung einer propagandistischen Affirmation der nationalsozialistischen Gewalt- und Willkürherrschaft zwischen den Jahren 1933 und 1945 zielen. Es trägt damit der identitätsprägenden Bedeutung der deutschen Geschichte Rechnung und lässt diese in das Verständnis des Grundgesetzes einfließen (vgl. BVerfGE 124, 300 <328 ff.>).

## Kritik und Debatte
Unter Juristen sind die Gesetze zur Strafbarkeit der Holocaustleugnung umstritten. Der ehemalige Verfassungsrichter Wolfgang Hoffmann-Riem befand: „Ich würde als Gesetzgeber die Holocaust-Leugnung nicht unter Strafe stellen.“ Der Zentralrat der Juden in Deutschland verurteilte die Äußerung Hoffmann-Riems. Winfried Hassemer, Strafrechtswissenschaftler und ehemaliger Vizepräsident des Bundesverfassungsgerichts, stimmte ihm dagegen ausdrücklich zu.
Auch der Historiker Eberhard Jäckel sprach sich gegen Gesetze zur Holocaustleugnung aus mit der Begründung, dass ein Verbot eines bestimmten Geschichtsbildes „einer freien Gesellschaft nicht würdig“ sei.

## Urteile des EGMR
Eine Kammer der II. Sektion des Europäischen Gerichtshofs für Menschenrechte entschied 2013, dass die Verurteilung eines Genozid-Leugners in der Schweiz die von Art. 10 EMRK verbürgte Meinungsäußerungsfreiheit verletzt habe. Bei dem Fall ging es um den Völkermord an den Armeniern ab 1915. Auf Antrag der Schweizer Regierung wurde die Sache 2014 an die Große Kammer verwiesen. Auch diese hielt in Ihrem Urteil von 2015 die Meinungsäußerungsfreiheit des Art. 10 EMRK durch die Verurteilung für verletzt. Die Urteile machen allerdings deutlich, dass die in ihnen angestellten Erwägungen nicht die Strafbarkeit der Holocaust-Leugnung in Frage stellen sollen. Dieser stelle eine Ausnahme dar, da er „ausnahmslos eine antidemokratische und antisemitische Ideologie erkennen“ lasse und mithin ein besonderes Maß an Gefährlichkeit aufweise.

## Weiterführende Informationen